# Acaena insularis
Acaena insularis är en rosväxtart som beskrevs av Citerne. Acaena insularis ingår i släktet taggpimpineller, och familjen rosväxter. Inga underarter finns listade i Catalogue of Life.